# NGC 3773
NGC 3773 is een lensvormig sterrenstelsel in het sterrenbeeld Leeuw. Het hemelobject werd op 12 april 1784 ontdekt door de Duits-Britse astronoom William Herschel.

## Synoniemen
- UGC 6605
- IRAS 11356+1223
- MCG 2-30-5
- ZWG 68.14
- MK 743
- KUG 1135+123
- PGC 36043